# Beyries
Beyries – miejscowość i gmina we Francji, w regionie Nowa Akwitania, w departamencie Landy.
Według danych na rok 1990 gminę zamieszkiwały 94 osoby, a gęstość zaludnienia wynosiła 22 osób/km² (wśród 2290 gmin Akwitanii Beyries plasował się na 1082. miejscu pod względem liczby ludności, natomiast pod względem powierzchni na miejscu 1469.).